# Пауль, Вольфганг (футболист)
Во́льфганг Па́уль (нем. Wolfgang Paul; родился 25 января 1940 года) — в прошлом немецкий футбольный защитник, капитан дортмундской «Боруссии» второй половины 1960-х годов.

## Карьера
В 1966 Пауль, выступавший на позиции либеро, был капитаном «Боруссии», которая выиграла Кубок обладателей кубков, в финальном матче на стадионе «Хэмпден Парк» переиграв «Ливерпуль» Билла Шенкли со счётом 1:0. После этого Вольфганг был включён Хельмутом Шёном в заявку сборной Германии на Чемпионат мира в Англии, но ни одного матча на турнире, на котором его команда дошла до финала, уступив там хозяевам, не сыграл. Вплоть до конца своей карьеры Пауль выступал за «Боруссию», но завершил карьеру раньше, чем мог бы, из-за последствий тяжёлых травм, полученных им в конце 60-х годов.

## Достижения
- Обладатель Кубка Кубков (1966)
- Серебряный призёр Чемпионата мира (1966)